# Центроберикс Дружинина
Центроберикс Дружинина (лат. Centroberyx druzhinini) — вид морских лучепёрых рыб семейства бериксовых. Встречаются в западной части Индийского океана и западной части Тихого океана: недавно отмечены у берегов Японии и Новой Каледонии. Бентопелагическая рыба, обитает на глубинах от 128 до 200 метров. Максимальная длина тела 23 см. В спинном плавнике 5—7 жёстких и 12—15 мягких лучей. В анальном плавнике 4 жёстких и 15-17 мягких лучей. Позвонков 42—43. Первая подглазничная кость без шипа на переднем конце. Боковая линия заканчивается в основании хвостового плавника. Нет мясистого диска на внутренней стороне открытой части чешуи. Передние и задние ноздри сближены, их расстояние друг от друга короче диаметра передней ноздри. У особей из Индийского океана больше жаберных тычинок, чем у особей из Японии. Безвреден для человека, считается видом под наименьшей угрозой, объектом промысла не является.